# Nederland (tijdschrift)
Nederland was een Nederlands tijdschrift met een lange voorgeschiedenis als algemeen-cultureel periodiek. Het is opgericht in 1849. De bekendste redacteur was Mr. M.G.L. van Loghem (als Fiore della Neve een zwart schaap van de Tachtigers). Tussen 1939 en 1944 ontwikkelde het zich van rechts-nationalistisch naar onverholen nationaalsocialistisch.
In 1939 traden dr. J. Mullemeister, W.H. Haighton en Emile Buysse tot de redactie toe. Daarna ontwikkelde het blad zich in nationalistische, antiparlementaire richting. Medio 1940 schaarde het blad zich achter het Nationaal Front van Arnold Meijer. In het januarinummer van 1942 toont het blad zich nationaalsocialistisch, en verkondigde het de ideologie van de Nederlandsche SS. In september 1944, rond Dolle Dinsdag, stopte het blad met verschijnen.
 Portaal: Fascisme en nationaalsocialisme in Nederland · Fascisme · Nationaalsocialisme